# Escola de la Torre de Rialb
L'Escola de la Torre de Rialb és un edifici del nucli de la Torre de Rialb, al municipi de la Baronia de Rialb (Noguera) que forma part de l'Inventari del Patrimoni Arquitectònic de Catalunya.

## Situació
L'escola, dins del nucli de la Torre, es troba al sector central-sud del terme municipal, sobre una graonada del marge esquerre del riu Rialb, damunt la llengua del pantà homònim que en l'indret inunda la vall. Junt amb l'església de Sant Iscle i Santa Victòria i una casa pairal forma un notable conjunt arquitectònic.
S'hi va per la carretera asfaltada que es deriva del punt quilomètric 12,7 de la C-1412b (de Ponts a Tremp), direcció Politg, que arriba fins a Peramola. Als 3,2 km, després d'haver passat el viaducte que creua les aigües del pantà, es pren el desviament de la dreta que porta al nucli de la Torre.

## Descripció

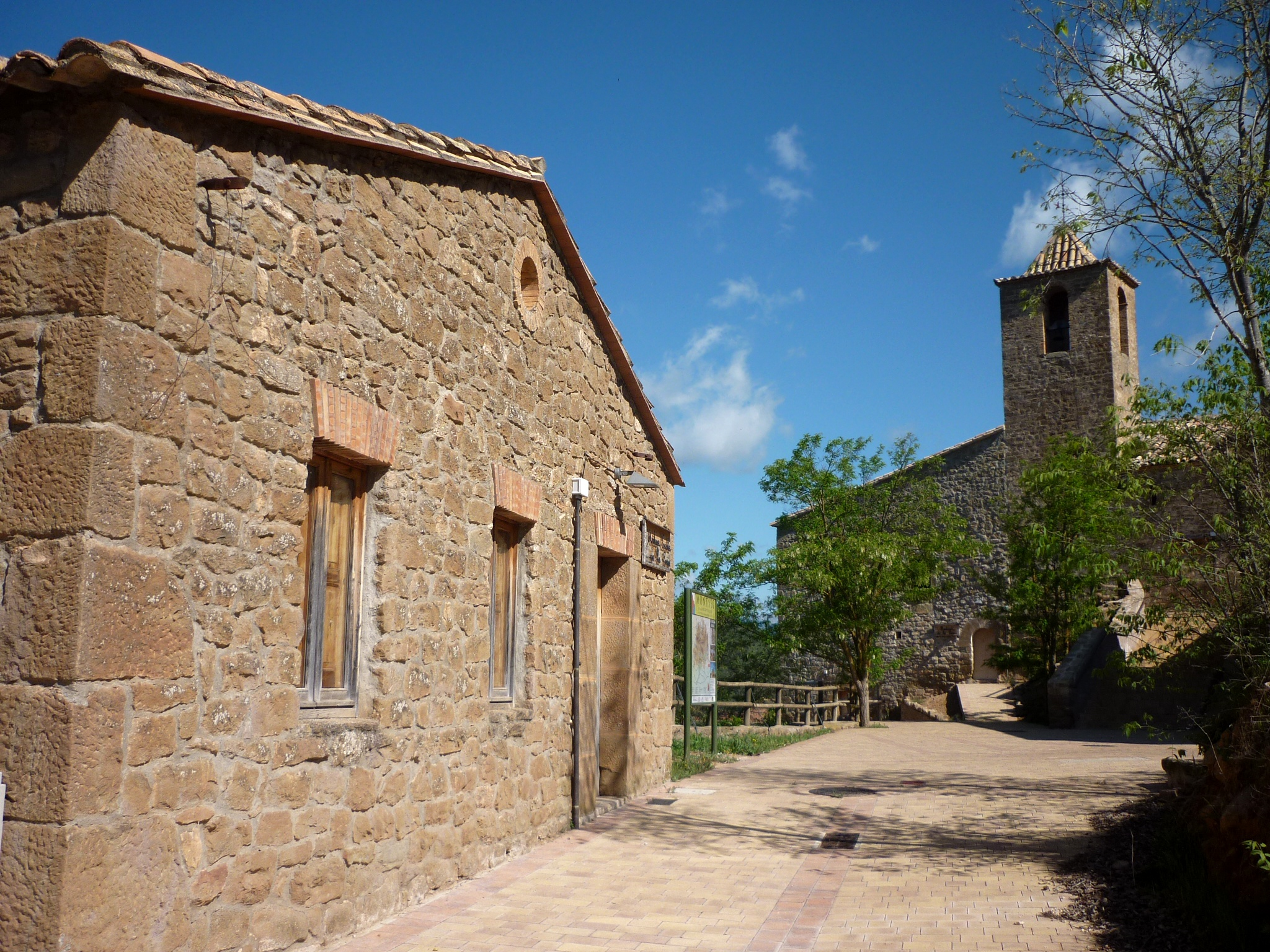
L'escola a la plaça de l'església

És un edifici aïllat de planta rectangular, adaptat al desnivell topogràfic del terreny, en el centre del nucli rural. Té murs de maçoneria amb carreus que encerclen les obertures, rosetó per a ventilació de la sota coberta i les finestres i porta principals orientades cap a llevant. Accés per la banda nord. La coberta és de teula àrab a dos vessants.

## Història
Pertany al conjunt d'escoles públiques construïdes a començaments del segle XX a la Baronia de Rialb, restant totes abandonades. Altres exemples són la de Palau de 1914 i la de Pallerols de 1912. A la Torre hi havia la Casa de la Vila, de tota la Baronia, traslladada actualment a Gualter.